# Contes de l'Alhambra

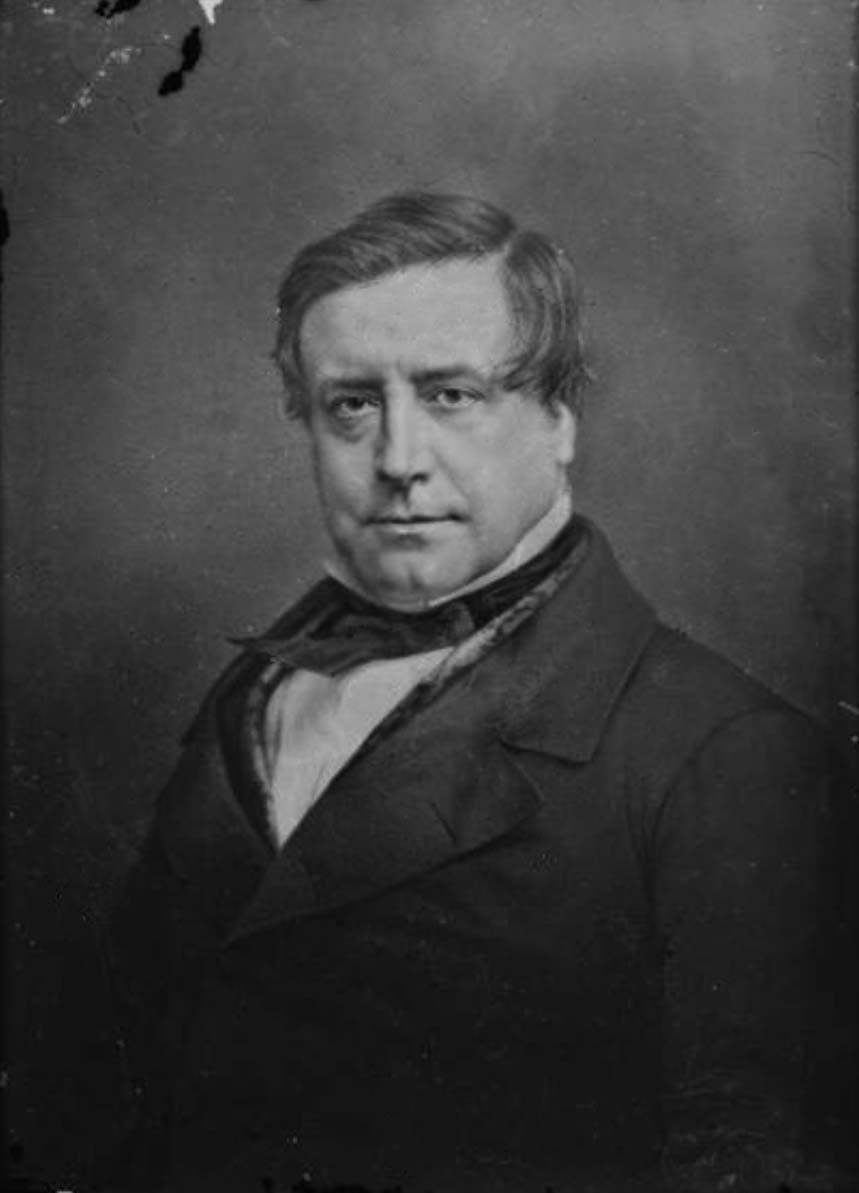
Daguerrotip de Washington Irving

Contes de l'Alhambra (Tales of the Alhambra) és un llibre escrit per Washington Irving l'any 1829 i publicat el 1832 sota el títol "Conjunt de contes i esbossos sobre moros i espanyols".
La primera edició va ser publicada per Lea & Carey, a Filadèlfia, (The Alhambra: A Series of Tales of the Moors and Spaniards, by the Author of "The Sketch Book" - 1832) i Henry Colburn i Richard Bentley, a Londres, (The Alhambra, by Geoffrey Crayon, author of "The Sketch Book", "Brace-brigde Hall", "Tales of a Traveller", New Burlington Street - 1832) en edicions simultànies, que incloïa una dedicatòria a David Wilkie, R. A., company del viatge d'Irving per Espanya. El 1851 es va publicar la versió revisada per l'autor del text.
Contes de l'Alhambra es troba traduït a gran quantitat d'idiomes i és considerada una de les obres més importants de l'autor.

## L'autor. Gènesi dels Contes de l'Alhambra
L'autor de la novel·la Contes de l'Alhambra és l'escriptor nord-americà Washington Irving (1783-1859). Adscrit al corrent del romanticisme, destaca en aquest llibre la confluència del seu interès per Espanya i les seves tradicions (alguns el consideren el primer hispanista estranger) i la influència de l'orientalisme.
Va tenir el privilegi de viure a l'Alhambra mentre escrivia el llibre. Després de recollir totes les llegendes dels habitants de l'Alhambra, i després d'investigar en els arxius de la biblioteca universitària granadina, va desenvolupar un gènere de novel·la fantàstica d'imprescindible lectura.
Entre 1829 i 1832 va ser secretari de la legació americana a Espanya, sota les ordres de Martin Van Buren. Durant aquest temps va viatjar entre altres llocs a l'Escorial, Sevilla i Granada examinant els arxius que contenien documentació, sobretot allò relatiu al Nou Món. Això li va servir de base per escriure Colón (1828), La Conquista de Granada (1829), Vida y viajes de Cristóbal Colón (1831). La seva estada a Granada el va posar en contacte amb la biblioteca de la universitat i li va donar l'oportunitat d'allotjar-se durant una temporada en la pròpia Alhambra. Va ser llavors quan va aprofitar per recopilar les llegendes i contes granadins gènesis dels Contes de la Alhambra.

## Estructura
Aquesta original novel·la combina una sèrie de narracions o contes amb el llibre de viatges i el diari. El protagonista i fil conductor és el mateix autor, Washington Irving, que després de la seva arribada a Espanya inicia un recorregut per terres andaluses que el porten a Granada. Allà queda extasiat per la majestuosidad de l'Alhambra, i per les habitacions on s'allotja. Durant la seva estada coneix a diversos personatges, entre els quals cal destacar al que es converteix en el seu criat, Mateo Jiménez, que l'acompanyarà i li explicarà els contes i llegendes que giren entorn del monument i el seu passat àrab.

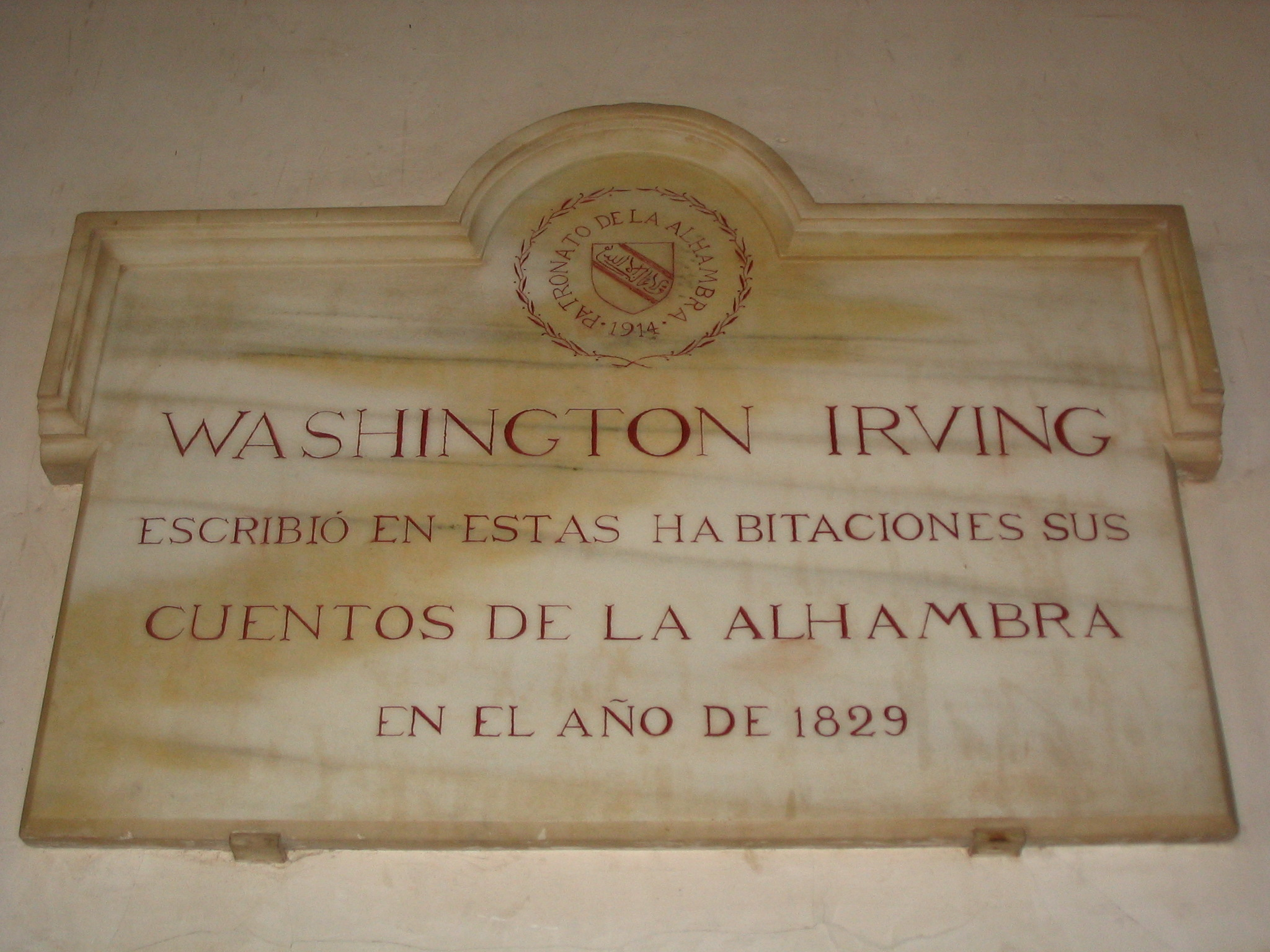
Placa situada a l'Alhambra que recorda l'estada de Washington Irving al monument.

Descobreix així històries com la de l'astròleg àrab que va contribuir amb la seva màgia a derrotar els exèrcits enemics; la de les tres belles princeses tancades en una torre perquè no s'enamoressin; la del pelegrí de l'amor també tancat en una torre pel seu gelós pare; la del llegat del moro que ens parla d'un fabulós tresor oposat per un aguador; la de la Rosa de la Alhambra en què se'ns mostra un llaüt meravellós capaç de guarir la malenconia del rei.
Però al mateix temps el llibre avança pel temps present (1829), corresponent a la realitat que viu l'autor. Això li permet mostrar un ric quadre de la Granada de l'època, dels seus carrers, les seves gents, els seus costums, etc.
La novel·la està dividida en els següents capítols:
- El viaje
- Gobierno de la Alhambra
- Interior de la Alhambra
- La Torre de Comares
- Consideraciones sobre la dominación musulmana en España
- La familia de la casa
- El truhan
- La habitación del autor
- La Alhambra a la luz de la luna

- Habitantes de la Alhambra
- El Patio de los Leones
- Boabdil el Chico
- Recuerdos de Boabdil
- El balcón
- La aventura del albañil
- Un paseo por las colinas
- Tradiciones locales
- La casa del Gallo de Viento
- Leyenda del astrólogo árabe
- La Torre de las Infantas

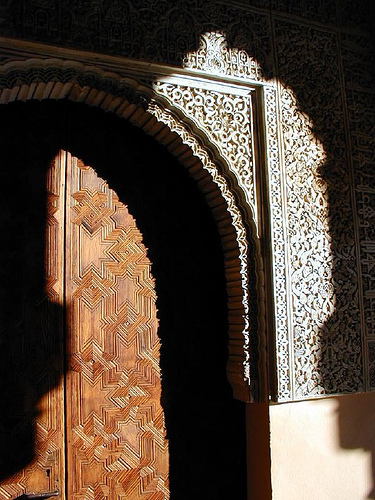
Imatge de l'interior de l'Alhambra.

- Leyenda de las tres hermosas princesas
- Visitadores de La Alhambra
- Leyenda del príncipe Ahmed al Kamel o El peregrino del amor

- Leyenda del legado del moro
- Leyenda de la Rosa de La Alhambra o El paje y el halcón
- El veterano
- Leyenda del Gobernador y el Escribano
- Leyenda del Gobernador manco y el Soldado
- Leyenda de las dos discretas estatuas
- Mohamed Abu Alhamar, el fundador de La Alhambra
- Yusef Abul Hagig, el finalizador de La Alhambra

## Al cinema
Sota aquest títol i manllevant alguns dels personatges de l'obra d'Irving es va rodar una pel·lícula a Espanya protagonitzada per Carmen Sevilla, Nicolás Perchicot, Pepe Isbert i Raúl Cancio. El seu director va ser Florián Rei i es va estrenar el gener de 1950.
La pel·lícula explica la història de Mariquilla, una gitana bufona que està enamorada de Lucas, soldat de la guarnició de l'Alhambra. Però el pare de Mariquilla vol casar-la amb D. Cosme, un vell i ric escribà al servei del corregidor de la ciutat. Per escapar del compromís, la gitana utilitzarà al governador.
La base de la pel·lícula pel que sembla es basa en el conte de "Leyenda del gobernador y el escribano".
En 1998 Juan Bautista Berasategui va dirigir la pel·lícula de dibuixos animats Ahmed, príncep de l'Alhambra també inspirada en el llibre Contes de la Alhambra. Posteriorment i del mateix director es va estrenar una espècie de seqüela d'Ahmed, príncep de l'Alhambra, també de dibuixos animats, titulada L'Embruixament del Sud el protagonista del qual és el propi Washington Irving i igualment està inspirada en els Contes de la Alhambra.